# 扎古日
扎古日（波蘭語：Zagórz）是波兰喀尔巴阡山省的一个镇。
49°31′N 22°16′E / 49.52°N 22.27°E